# Nationalparks in der Türkei
Liste der Nationalparks in der Türkei umfasst 48 Nationalparks mit einer Fläche von etwa 8838 km² (Stand 2022). Die ersten beiden Nationalparks wurden 1958 ausgewiesen. Zuletzt ausgewiesen wurde der Abant-Gölü-Nationalpark am 10. Juni 2022. Drei Nationalparks sind auch als Ramsar-Gebiete ausgewiesen. 

## Liste
| Nr.   | Bezeichnung                                           | Provinz(en)           | Ausweisung | Fläche (ha) | Anmerkungen und Belege                |
| ----- | ----------------------------------------------------- | --------------------- | ---------- | ----------- | ------------------------------------- |
| 1     | Yozgat-Çamlığı-Nationalpark                           | Yozgat                | 1958       | 264         |                                       |
| 2     | Karatepe-Aslantaş-Nationalpark                        | Osmaniye              | 1958       | 7.715       | Karatepe-Arslantaş                    |
| 3     | Kuşcenneti-Nationalpark                               | Balıkesir             | 1959       | 64          | Ramsar-Gebiet                         |
| 4     | Soğuksu-Nationalpark                                  | Ankara                | 1959       | 1.195       |                                       |
| 5     | Uludağ-Nationalpark                                   | Bursa                 | 1961       | 12.677      |                                       |
| 6     | Yedigöller-Nationalpark                               | Bolu                  | 1965       | 2.019       |                                       |
| 7     | Spil-Dağı-Nationalpark                                | Manisa                | 1968       | 5.505       |                                       |
| 8     | Kızıldağ-Nationalpark                                 | Isparta               | 1969       | 59.400      |                                       |
| 9     | Kovada-Gölü-Nationalpark                              | Isparta               | 1970       | 6.534       |                                       |
| 10    | Güllük-Dağı-Termessos-Nationalpark                    | Antalya               | 1970       | 6.702       | Termessos                             |
| 11    | Munzur-Vadisi-Nationalpark                            | Tunceli               | 1971       | 42.000      |                                       |
| 12    | Olimpos-Beydağları-Nationalpark                       | Antalya               | 1972       | 30.969      | Olympos und Chimaira                  |
| 13    | Köprülü-Kanyon-Nationalpark                           | Antalya               | 1973       | 36.614      |                                       |
| 14    | Ilgaz-Dağı-Nationalpark                               | Kastamonu             | 1976       | 1.088       |                                       |
| 15    | Historischer Nationalpark Başkomutan                  | Afyonkarahisar        | 1981       | 35.500      |                                       |
| 16    | Altındere-Nationalpark                                | Trabzon               | 1987       | 4.800       |                                       |
| 17    | Historischer Nationalpark Boğazköy-Alacahöyük         | Çorum                 | 1988       | 2.634       | Weltkulturerbe Ḫattuša und Yazılıkaya |
| 18    | Nemrut-Dağı-Nationalpark                              | Adıyaman              | 1988       | 13.850      | Weltkulturerbe Nemrut Dağı (Adıyaman) |
| 19    | Beyşehir-Gölü-Nationalpark                            | Konya                 | 1993       | 88.750      |                                       |
| 20    | Aladağlar-Nationalpark                                | Niğde, Adana, Kayseri | 1994       | 54.524      |                                       |
| 21    | Altınbeşik-Mağarası-Nationalpark                      | Antalya               | 1994       | 1.156       |                                       |
| 22    | Dilek-Yarımadası-Büyük-Menderes-Deltası-Nationalpark  | Aydın                 | 1994       | 27.675      |                                       |
| 23    | Hatila-Vadisi-Nationalpark                            | Artvin                | 1994       | 16.988      |                                       |
| 24    | Honaz-Dağı-Nationalpark                               | Denizli               | 1994       | 9.219       |                                       |
| 25    | Kaçkar-Dağları-Nationalpark                           | Rize                  | 1994       | 51.550      |                                       |
| 26    | Kazdağı-Nationalpark                                  | Balıkesir             | 1994       | 21.300      |                                       |
| 27    | Karagöl-Sahara-Nationalpark                           | Artvin                | 1994       | 3.766       |                                       |
| 28    | Saklıkent-Nationalpark                                | Muğla                 | 1996       | 12.390      |                                       |
| 29    | Historischer Nationalpark Troja                       | Çanakkale             | 1996       | 13.350      | Weltkulturerbe Troja                  |
| 30    | Marmaris-Nationalpark                                 | Muğla                 | 1996       | 33.350      |                                       |
| 31    | Küre-Dağları-Nationalpark                             | Kastamonu-Bartın      | 2000       | 37.000      |                                       |
| 32    | Sarıkamış-Allahüekber-Dağları-Nationalpark            | Kars und Erzurum      | 2004       | 22.980      |                                       |
| 33    | Ağrı-Dağı-Nationalpark                                | Iğdır – Ağrı          | 2004       | 87.380      | Ararat                                |
| 34    | Gala-Gölü-Nationalpark                                | Edirne                | 2005       | 6.090       |                                       |
| 35    | Sultansazlığı-Nationalpark                            | Kayseri               | 2006       | 24.529      | Ramsar-Gebiet                         |
| 36    | İğneada-Longoz-Ormanları-Nationalpark                 | Kırklareli            | 2007       | 3.155       |                                       |
| 37    | Tek-Tek-Dağları-Nationalpark                          | Şanlıurfa             | 2007       | 19.335      |                                       |
| 38    | Yumurtalık-Lagünü-Nationalpark                        | Adana                 | 2008       | 16.430      | Ramsar-Gebiet                         |
| 39    | Historischer Nationalpark Nene-Hatun                  | Erzurum               | 2009       | 387,42      | [ 4 ]                                 |
| 40    | Historischer Nationalpark Sakarya-Meydan-Muharebesi   | Ankara                | 2015       | 13.850      | [ 4 ]                                 |
| 41    | Historischer Nationalpark Kop-Dağı-Müdafaası          | Bayburt, Erzurum      | 2016       | 6.335       | [ 4 ]                                 |
| 42    | Historischer Nationalpark Malazgirt-Meydan-Muharebesi | Muş                   | 2018       | 238         | [ 4 ]                                 |
| 43    | Historischer Nationalpark İstiklal-Yolu               | Kastamonu, Çankırı    | 2018       | 235,7       | [ 4 ]                                 |
| 44    | Botan-Vadisi-Nationalpark                             | Siirt                 | 2019       | 11.384      | [ 4 ]                                 |
| 45    | Hakkâri-Cilo-ve-Sat-Dağları-Nationalpark              | Hakkâri               | 2020       | 27.500      |                                       |
| 46    | Sarıçalı-Dağı-Nationalpark                            | Ankara                | 2021       | 1.024       |                                       |
| 47    | Derebucak-Çamlık-Mağaraları-Nationalpark              | Konya                 | 2022       | 1.147       |                                       |
| 48    | Abant-Gölü-Nationalpark                               | Bolu                  | 2022       | 1.262       | [ 5 ]                                 |
| Summe |                                                       |                       |            | 883.810,12  |                                       |

## Ehemalige Nationalparks
| Nr. | Ehemalige Bezeichnung                        | Provinz   | Ausweisung | Abernennung | Fläche (ha) | Anmerkungen und Belege            |
| --- | -------------------------------------------- | --------- | ---------- | ----------- | ----------- | --------------------------------- |
| 1   | Historischer Nationalpark Gelibolu-Halbinsel | Çanakkale | 1973       | 2014        | 33.000      |                                   |
| 2   | Historischer Nationalpark Göreme             | Nevşehir  | 1986       | 2019        | 9.572       | Weltkultur- und -naturerbe Göreme |

## Karte
| Aladağlar |

| Altınbeşik-Mağarası |

| Altındere |

| Ağrı-Dağı |

| Başkomutan |

| Olimpos-Beydağları |

| Beyşehir-Gölü |

| Boğazköy-Alacahöyük |

| Botan-Vadisi |

| Dilek-Yarımadası-Büyük-Menderes-Deltası |

| Gala-Gölü |

| Güllük-Dağı-Termessos |

| Hatila-Vadisi |

| Honaz-Dağı |

| Ilgaz-Dağı |

| İğneada-Longoz-Ormanları |

| İstiklal-Yolu |

| Kaçkar-Dağları |

| Karagöl-Sahara |

| Karatepe-Aslantaş |

| Kazdağı |

| Kızıldağ |

| Kop-Dağı-Müdafaası |

| Kovada-Gölü |

| Köprülü-Kanyon |

| Kuşcenneti |

| Küre-Dağları |

| Malazgirt-Meydan-Muharebesi |

| Marmaris |

| Munzur-Vadisi |

| Nemrut-Dağı |

| Nene-Hatun |

| Sakarya-Meydan-Muharebesi |

| Saklıkent |

| Sarıkamış-Allahüekber-Dağları |

| Soğuksu |

| Spil-Dağı |

| Sultansazlığı |

| Tek-Tek-Dağları |

| Troja |

| Uludağ |

| Yedigöller |

| Yozgat-Çamlığı |

| Yumurtalık-Lagünü |

| Hakkâri-Cilo-ve-Sat-Dağları |

| Sarıçalı-Dağı |

| Derebucak-Çamlık-Mağaraları |

| Abant-Gölü |

## Statistik
| Typ                    | Anzahl | Gesamtfläche (ha) |
| ---------------------- | ------ | ----------------- |
| Nationalparks          | 48     | 883.810,12        |
| Naturparks             | 262    | 588.998,04        |
| Naturreservate         | 31     | 48.657            |
| Wildschutzgebiete      | 85     | 116.046           |
| Naturdenkmäler         | 113    |                   |
| Feuchtgebiete national | 59     |                   |
| Feuchtgebiete lokal    | 27     |                   |
| Ramsar-Gebiete         | 14     | 184.487           |